# ويليام جولدنبيرج
ويليام جولدنبيرج (بالإنجليزية: William Goldenberg)‏ هو مونتير أمريكي، ولد في 2 نوفمبر 1959 في الولايات المتحدة.

## وصلات خارجية
- ويليام جولدنبيرج على موقع IMDb (الإنجليزية)
- ويليام جولدنبيرج على موقع ألو سيني (الفرنسية)
- ويليام جولدنبيرج على موقع قاعدة بيانات الأفلام السويدية (السويدية)
- ويليام جولدنبيرج على موقع قاعدة بيانات الفيلم (الإنجليزية)
- ويليام جولدنبيرج على موقع كينوبويسك (الروسية)